# 蘇我馬子
蘇我馬子（日语：／ Soga no Umako，551年—626年6月19日），日本飛鳥時代的政治家與權臣。
蘇我馬子是蘇我稻目的儿子，他的姐姐苏我坚盐媛是欽明天皇的妻子，以外戚的身份掌權。蘇我馬子官仕敏達天皇、用明天皇、崇峻天皇與推古天皇四朝共五十年，而且在接受佛教的鬥爭中於587年消滅長期的政敵物部氏的物部守屋，蘇我馬子時期可以說是蘇我氏的全盛時期。而且592年，蘇我馬子教唆東漢直駒殺害崇峻天皇，擁立外甥女推古天皇即位，並且於596年興建飛鳥寺，並且負責編纂天皇記與國記兩部史書。
蘇我馬子也是蘇我蝦夷的父親與蘇我入鹿的祖父。
1. ↑  李成市等人《亞洲人物史(二) 世界宗教圈的誕生與群雄割據的東亞》P502